# Jaguar XK120
De Jaguar XK120 is een sportauto gebouwd door Jaguar Cars van 1948 tot 1954. Het was de eerste naoorlogse sportauto die Jaguar produceerde.

## Geschiedenis
De XK120 was in 1948 te zien op de British International Motor Show als conceptcar om de nieuwe Jaguar-motor te testen. Het ontwerp sloeg echter zo erg aan dat Jaguar besloot de auto in productie te nemen.
De "120" in de naam XK120 slaat op de topsnelheid van 120 mph (192 km/h) waardoor de XK120 de snelste productieauto van zijn tijd was.
De auto was verkrijgbaar in drie versies: als roadster (ofwel OTS, Open twoseater), als Drophead Coupé (DHC), wat eigenlijk een luxere versie was van de OTS, en als coupé (genaamd FHC, Fixed Head Coupe).

## Motorspecificaties
| Model                      | Productiejaren | Inhoud  | Boring/Slag | Vermogen |
| -------------------------- | -------------- | ------- | ----------- | -------- |
| XK120 3.4                  | 1948-1954      | 3442 cc | 83mm/106mm  | 162 PK   |
| XK120 3.4 SE               | 1951-1954      | 3442 cc | 83mm/106mm  | 182 PK   |
| XK120 3.4 SE (C-Type head) | 1951-1954      | 3442 cc | 83mm/106mm  | 213 PK   |